# Postprocessing videa
Postprocessing videa značí úpravu videa těsně před zobrazením.
Často se jedná o úpravu přímo při přehrávání (v reálném čase).
Příkladem aplikovaných filtrů mohou být:
- odstranění blokových artefaktů (deblocking),
- odstranění prokládání (deinterlacing),
- odstranění zvlnění kolem hran (deringing),
- odstranění šumu (denoising),
- odstranění poblikávání (deflickering),
- změna rozlišení (scaling) a poměru stran (aspect ratio),
- korekce barev (barevné křivky),
- změna formátu pixelů,
- změna snímkové frekvence (frame rate),
- přidání efektů starých filmů (zrnění, praskání, šumu),
- vložení loga,
- případně další filtry zlepšující dojem ze sledování videa (doostření, rozmazání, přechodové efekty, zlepšení kontrastu, úprava jasu, apod.)